# Jardin botanique de Peradeniya
Le jardin botanique de Peradeniya ou Royal Botanical Garden est un jardin botanique situé à Peradeniya dans la banlieue proche de Kandy, au Sri Lanka. Il est renommé pour son impressionnante collection d'orchidées. Il présente, en outre, un jardin d'épices et de plantes médicinales ainsi que de nombreux palmiers. Le jardin est situé dans une boucle du fleuve Mahaweli.

## Historique
Les origines du jardin remontent à 1371 lorsque le roi Wickramabahu III accéda au trône et installa sa cour à Peradeniya au bord de la rivière Mahaweli. Il fut suivi par les rois Kirti Sri et Rajadhi Rajasinghe. Un temple y fut édifié par le roi Wimala Dharma mais il fut détruit lors la prise du royaume de Kandy par les britanniques. Par la suite, le travail préparatoire pour installer un jardin botanique fut réalisé en 1821 par Alexandre Moon. Le jardin botanique fut formellement fondé en 1843 avec l'installation de plantes venant des jardins de Kew, de Colombo et de Kalutara. Il continua sa croissance dans les années suivantes notamment sous la direction de George Gardner. En 1912, le jardin passa sous la responsabilité du département de l'agriculture lors de la création de celui-ci.
Quand les caféiers de Ceylan sont rapidement attaqués par la rouille du caféier, une des maladies caféières causée par des champignons basidiomycètes, Hemileia vastatrix et Hemileia coffeicola, les scientitifiques du jardin botanique de Peradeniya, sont appelés au secours, mais c'est un jeune botaniste anglais, Harry Marshall Ward envoyé à Ceylan en 1880, qui conduit plusieurs séries d'études montrant que c'est bien cette maladie qui a détruit les caféiers et propose solutions alors qu'il est trop tard pour les appliquer.

## Description
Le jardin abrite notamment une majestueuse allée de palmiers royaux (Avenue of Palms) plantés en 1950. On peut aussi y observer différents arbres plantés par les personnalités qui ont visité le jardin, notamment un arbre à boulets de canon (Couroupita guianensis) planté par le roi George V. Un autre arbre remarquable est un gigantesque figuier de Java couvrant une surface de 2 500 m2. Une colonie de chauve-souris frugivores (chauve-souris géante d'Inde, Pteropus giganteus) est installée dans le jardin.

## Images

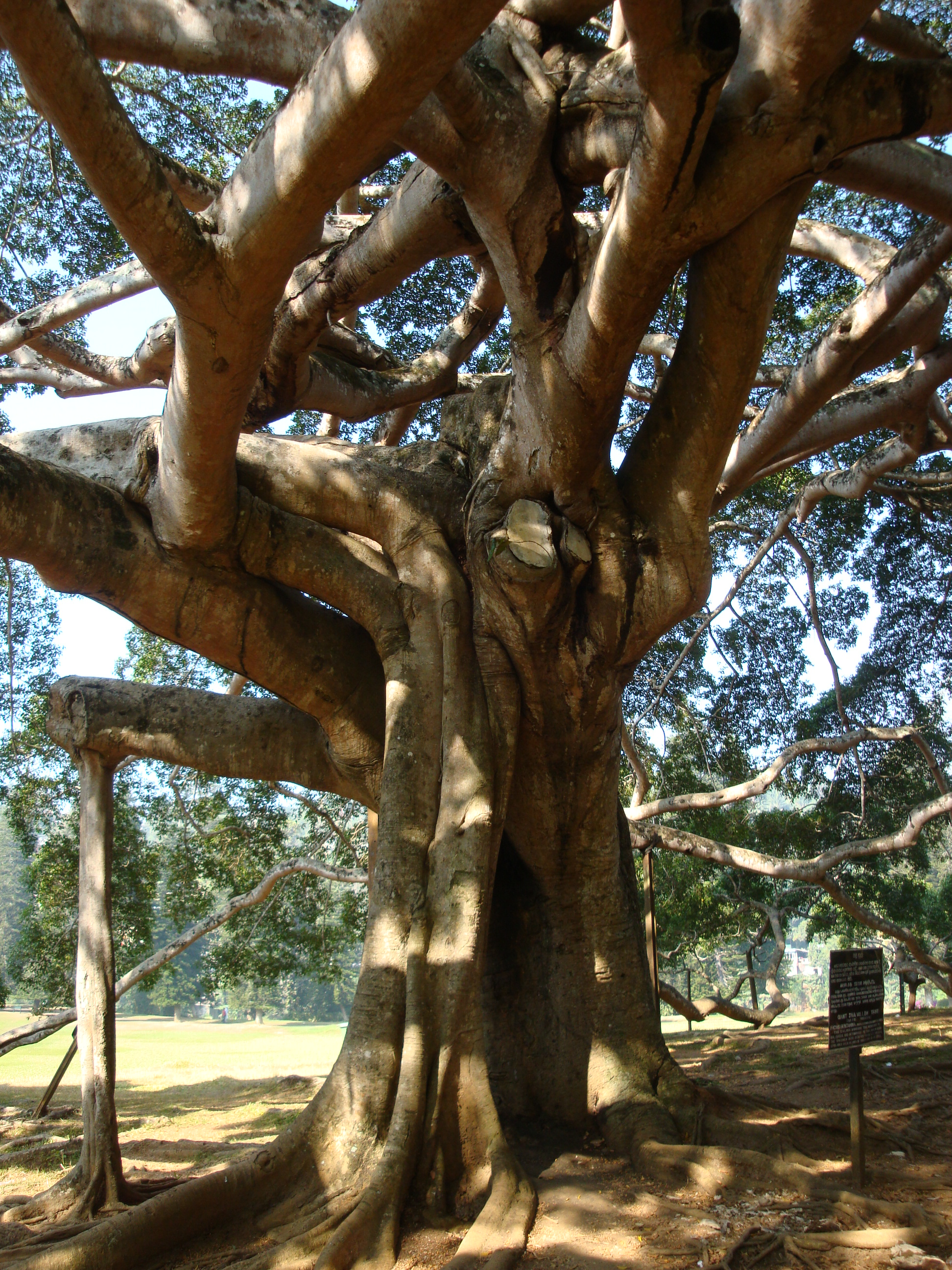
Figuier de Java
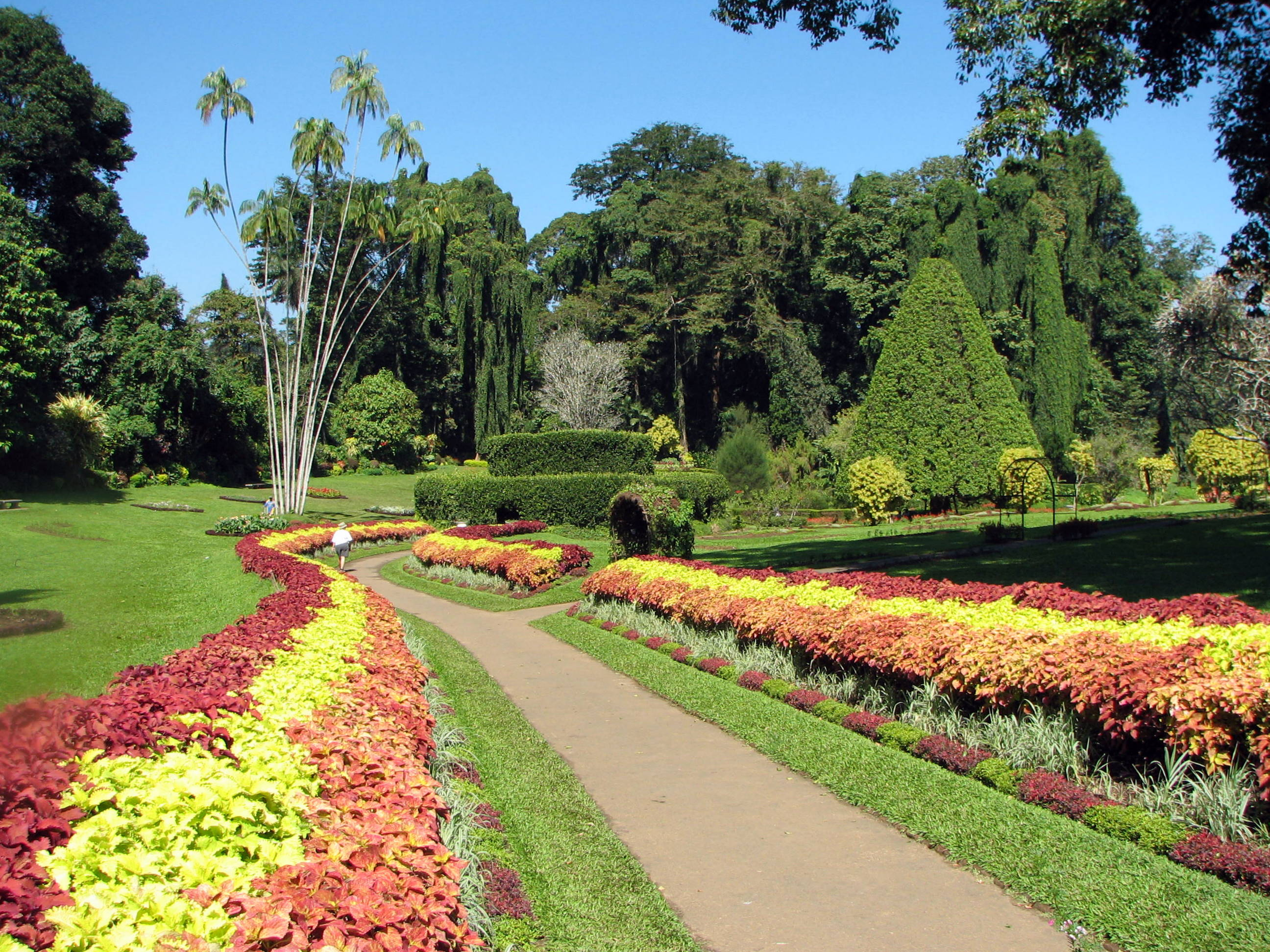
Allée du jardin
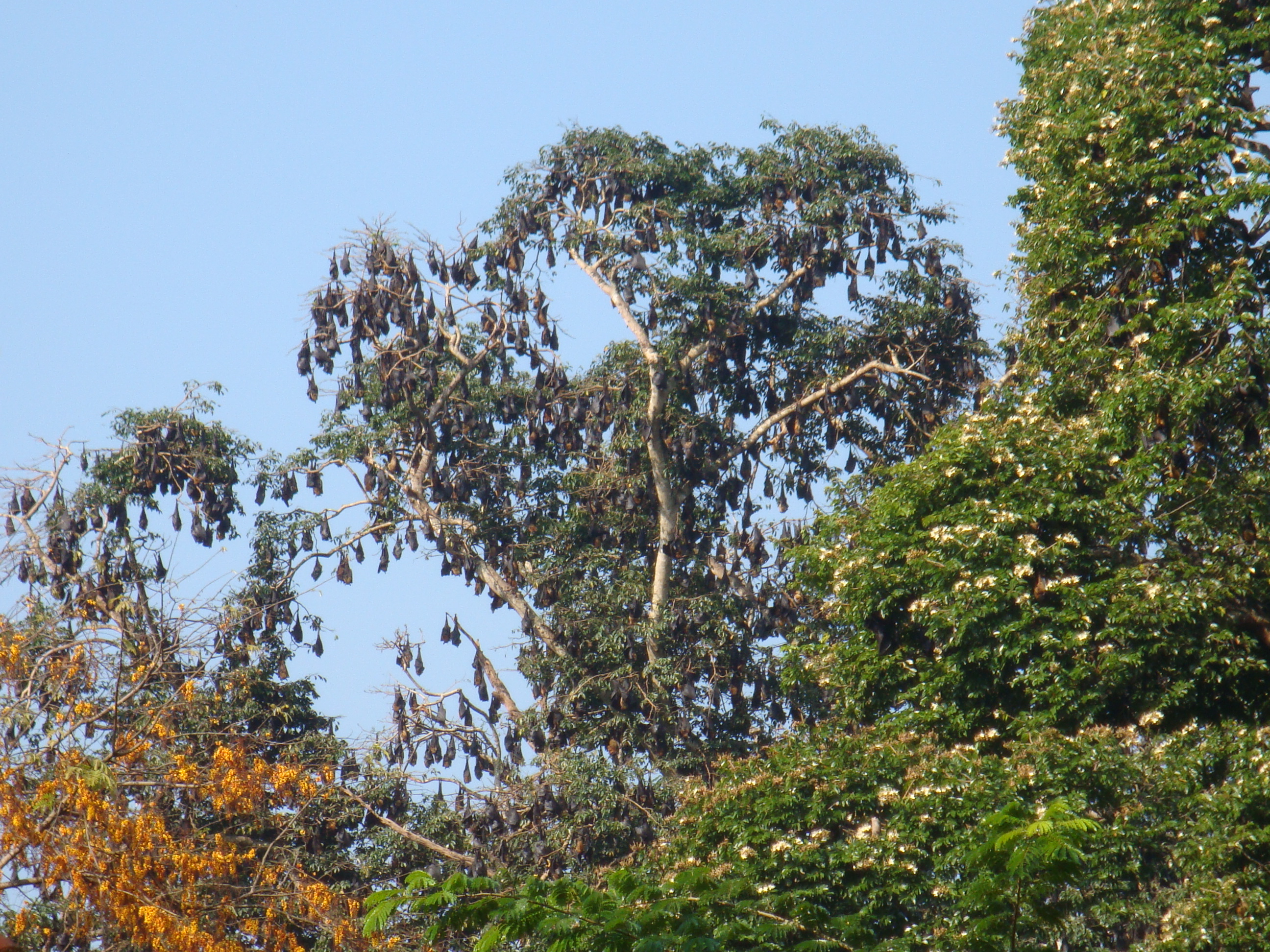
Colonie de chauve-souris frugivores dans le jardin
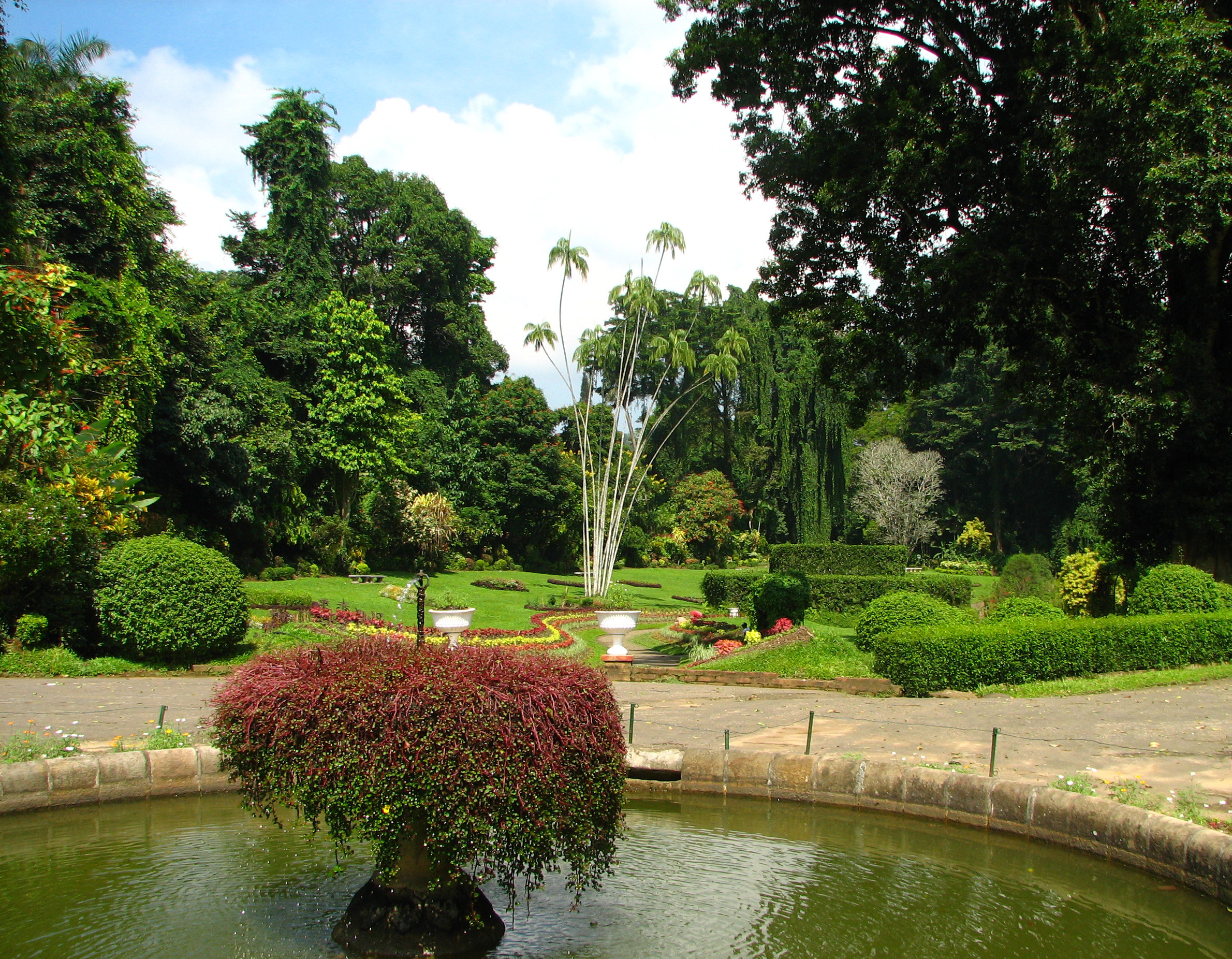
Fontaine
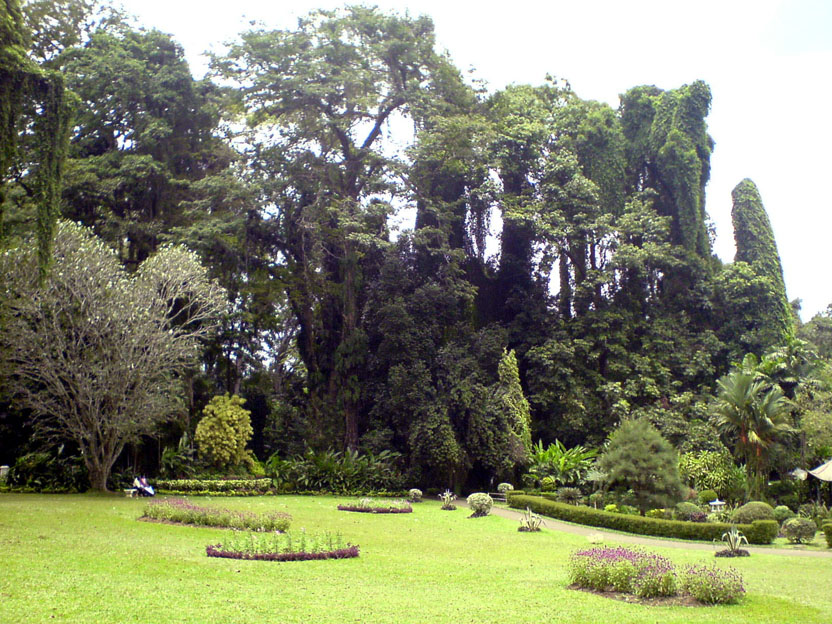
Vue du jardin
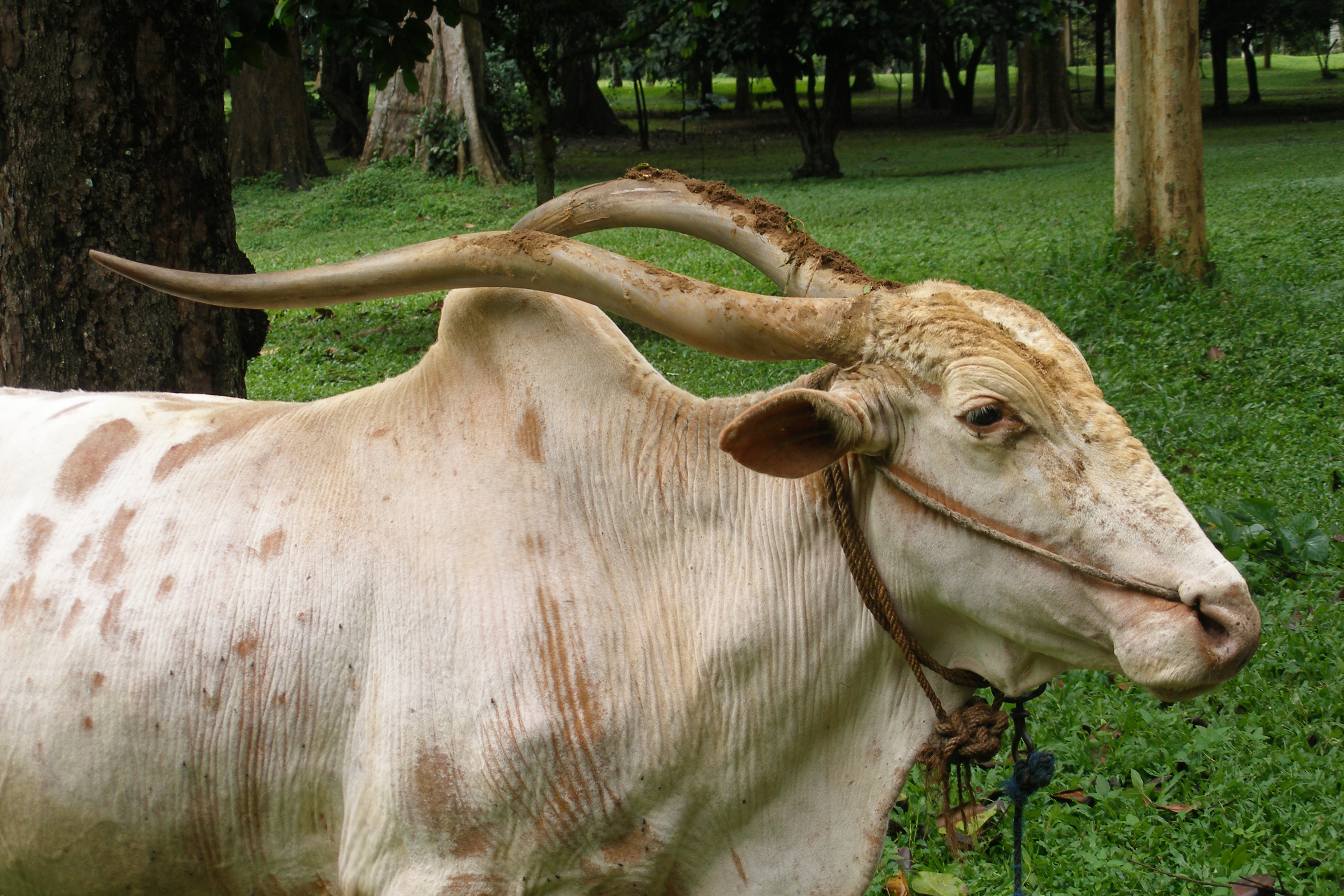
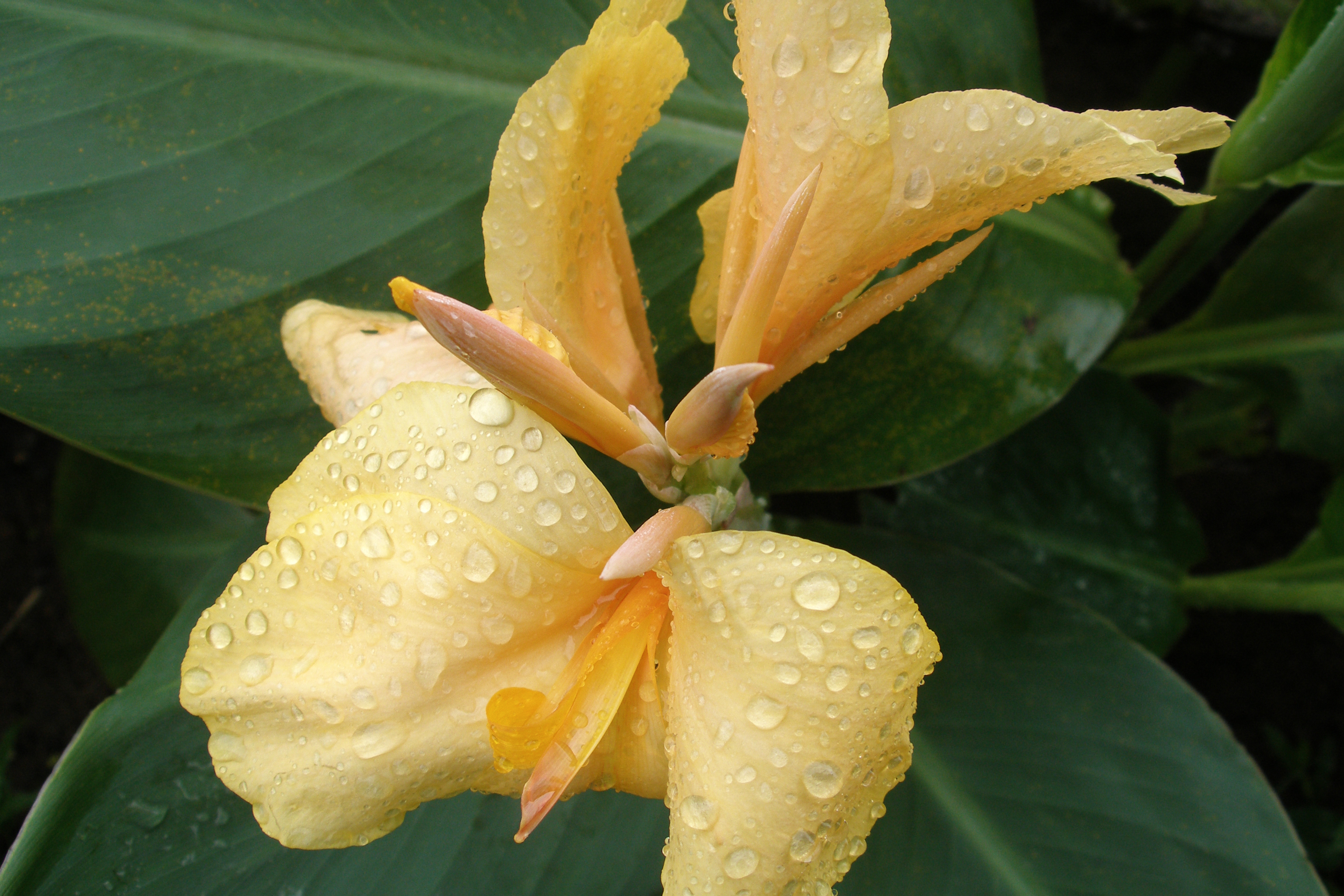
Zingiberales